# Ажиєв Рустам Магомедович
Рустам Магомедович Ажиєв, за рос. паспортом Руслан Ажиєв, він же Абдулхакім Шишані (нар. 12 квітня 1981 року, Пригородне, Грозненський район, ЧІАССР) — один з амірів (лідерів) чеченських бойових формувань на території Сирії та співзасновник і 1-й амір угруповання «Аджнад аль-Кавказ» (2013—2019). Ветеран Другої російсько-чеченської війни — командував центральним фронтом армії Ічкерія. З 2013 року брав участь у громадянській війні в Сирії на боці сирійської опозиції проти уряду Башара Асада. Здобув популярність під ім'ям Абдулхакім Шишані (араб. عبد الحكيم الشيشاني, Абдулхакім Чеченський). З 10 жовтня 2022 року бере участь у російському-українському конфлікті на боці України.

## Біографія

### Походження
Рустам (Руслан) Ажиєв народився 12 квітня 1981 року в селі Пригородне Грозненського району Чечено-Інгуської АРСР (нині Байсангурівського району Чеченської Республіки). За національністю — чеченець із тайпу мулкой.

### Друга російсько-чеченська війна
У період Другої російсько-чеченської війни, з 2000 по 2009 рік, був активним учасником чеченського опору. З 2000 року він перебував у групі Рустама Басаєва (псевдонім — амір Абубакар), який командував Центральним фронтом Збройних сил Чеченської Республіки Ічкерія та загинув у 2007 році. Після цього очолив Центральний фронт у структурі ЧРІ, а після проголошення Імарату Кавказ утвердився на цій посаді в структурі чеченського відділення цієї організації (Вілаят Нохчійчо).
У 2009 році під час боїв з російськими військами отримав тяжкі поранення, у тому числі втратив три пальці і пошкодив око. У тому ж році поїхав на лікування до Туреччини і проживав там до 2013.

### Громадянська війна у Сирії
За словами Ажиєва, після невдалих спроб повернутися до Чечні він вирішив взяти участь у сирійській війні, щоб допомогти місцевим сунітам у їхньому повстанні проти нусейрітського режиму Башара Асада.
На початку 2013 року він вирушив до Сирії для участі у бойових діях проти урядової армії на боці сирійської опозиції, яку очолює суніт. Він сформував групу «Аджнад аль-Кавказ», більшу частину якої складають загартовані в боях чеченці. Взяв псевдонім «Абдулхакім Шишані» («Абдулхакім Чеченський»). Його група в основному дислокувалася в провінціях Латакія та Ідліб, діяла як самостійний джамаат і не брала участі у внутрішніх конфліктах сирійської опозиції.
Ажиєв неодноразово їздив до Туреччини для збору коштів на потреби групи. У квітні 2015 року керував наступом на місто Аль-Мастума у провінції Ідліб. В 2015 він розглядався кавказькими бойовиками як один з головних кандидатів на посаду верховного аміру угруповання Імарат Кавказ.

### Вторгнення Росії в Україну (2022)
У березні 2022 року повідомлялося, що Ажиєв може перебувати на території України і воює на боці ЗСУ проти російських військ. Проте, згідно з офіційними джерелами, він прибув до України лише 10 жовтня 2022 року на чолі своєї групи і вступив до створеного Ахмедом Закаєвим Окремого батальйону особливого призначення Міністерства оборони Чеченської республіки Ічкерія. Група Ажиєва стала частиною цього підрозділу.

## Сім'я та спорт
Рустам Ажиєв є неодноразовим переможцем Півдня Росії з вільної боротьби, а також майстром спорту з вільної боротьби. Його рідний брат Анзор — зірка польського ММА. Наймолодший із братів — Мансур теж є професійним спортсменом, бійцем змішаних єдиноборств (ММА).